# Amy Macdonald

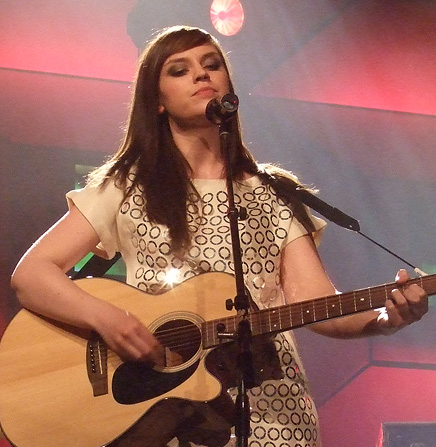
Amy Macdonald în concert (2007)

Amy Macdonald (n. 25 august 1987, Bishopbriggs, East Dunbartonshire) este o cântăreață și muziciană britanică (scoțiană) de muzică folk-rock. 
Albumul ei de debut, This Is The Life, a fost lansat pe data de 30 iulie 2007 și a vândut peste 1.500.000 de exemplare la nivel mondial, la începutul lui ianuarie 2008 ajungând pe primul loc al topului albumelor din Regatul Unit, UK Albums Chart. 

## Biografie

### Tinerețea și primele activități muzicale
Amy Macdonald provine dintr-o familie lipsită de tradiții muzicale. În copilărie, ea a urmat cursurile Academiei Bishopbriggs din orașul său natal, iar pasiunea sa pentru muzică a rămas nedescoperită până la vârsta de doisprezece ani. În timpul unei călătorii organizate de către familia sa în orășelul pitoresc Rothesay din Scoția, Amy a primit o sumă modică de bani din partea bunicii sale, pe care i-a folosit pentru a cumpăra primul CD din viața sa. Discul, intitulat The Man Who, aparținând formației scoțiene de rock alternativ Travis a influențat-o puternic pe Macdonald, dându-i un impuls puternic spre melomanie.

## Discografie
Albume
- This Is the Life (2007)
- A Curious Thing (2010)
- Life in a Beautiful Light (2012)
- Under Stars (2017)
- The Human Demands (2020)